# Spogostylum uralense
Spogostylum uralense är en tvåvingeart som först beskrevs av Zaitzev 1976.  Spogostylum uralense ingår i släktet Spogostylum och familjen svävflugor.
Artens utbredningsområde är Kazakstan. Inga underarter finns listade i Catalogue of Life.